# Opcode
Ein Opcode, auch op code oder operation code, ist eine Zahl, die die Nummer eines Maschinenbefehls für einen bestimmten Prozessortyp angibt. Alle Opcodes zusammen bilden den Befehlssatz des Prozessors oder der Prozessorfamilie. Jeder Befehl hat einen eigenen Opcode, etwa die Addition, Multiplikation, das Kopieren von Registern, Laden und Speichern von Registern aus dem Arbeitsspeicher, Ein- und Ausgabe usw. Einfache Opcodes stellen bereits einen Maschinenbefehl dar. Auf einen Teil der Opcodes müssen Adressen, Konstanten oder Ähnliches folgen, die dann zusammen mit dem Opcode einen Maschinenbefehl bilden.
Jedem Opcode wird ein kurzes Wort oder eine Abkürzung, ein Mnemonic, zugeordnet. Mit den Mnemonics ergeben sich die Assemblersprachen, bei denen jeweils ein Mnemonic, gegebenenfalls gefolgt von Adressen oder Konstanten, in eine Zeile einer Textdatei geschrieben wird. Ein spezielles Programm, der Assembler, erzeugt Maschinencode, indem es im Wesentlichen die Mnemonics durch ihre jeweiligen Opcodes ersetzt.
Die meisten modernen Prozessoren besitzen einige hundert Opcodes.
Ältere Prozessoren hatten oft „undefinierte“ oder „illegale“ Opcodes. Bestimmte, für die Programmierung gar nicht vorgesehene Opcodes konnten durch ihre Nebenwirkungen auf den internen Schaltungsaufbau des Prozessors allerhand seltsame, schädliche oder seltener auch nützliche Effekte haben. Solche Opcodes wurden manchmal bei der Programmierung von Computerspielen auf Heimcomputern und frühen Spielkonsolen benutzt, um bestimmte Vorgänge ein wenig schneller ablaufen zu lassen oder um die Funktionsweise eines Kopierschutzes zu verschleiern. Nachteilig war, dass solche „undefinierten Opcodes“ vom Hersteller nicht garantiert wurden und auf Nachfolgemodellen eines Prozessors oft nicht mehr funktionierten. Heutige Prozessoren tun dagegen entweder überhaupt nichts, wenn sie in einem Programm einen unbekannten Opcode antreffen, oder aber sie begeben sich in einen klar definierten Fehlerzustand.

## Der 8-Bit-Prozessor Z80
| Opcode in hex | Mnemonic   | Beschreibung                                      |
| ------------- | ---------- | ------------------------------------------------- |
| 04            | INC B      | erhöhe Register B um eins (engl. increment B)     |
| 05            | DEC A      | vermindere Register A um eins (engl. decrement A) |
| 90            | SUB B      | subtrahiere Register B von Akkumulator A          |
| 21 ll hh      | LD HL,hhll | load HL mit der Konstante hhll                    |
| …             | …          | weitere Befehle                                   |

Bemerkung: Für den Z80 gibt es zwei verschiedene Mnemonics (LD M,B bzw. LD (HL),B), hinzu kommt eine dritte für die Vorgänger-CPU Intel 8085 (MOV M,B).
Folgende Z80-Mnemonics
```
 DEC A
 INC B
 SUB B
 LD HL,1234h
```

erzeugen folgendes Z80-Maschinenprogramm
```
 05 04 90 21 34 12
```

Maschinenprogramme werden heutzutage praktisch immer hexadezimal dargestellt (seltene Alternativen: dezimal, oktal). Manchmal werden 16-Bit-Werte nicht als zwei 8-Bit-Worte in der Bytereihenfolge im Hauptspeicher, sondern als ein 16-Bit-Wort in der logischen Reihenfolge angezeigt:
```
 05 04 90 21 1234
```

## Der Relaisrechner Zuse Z3
Die Z3 von Konrad Zuse aus dem Jahre 1941 hatte zwei Register R1 und R2, 64 Speicherzellen und beherrschte die Ein-/Ausgabe, die vier Grundrechenarten und die Wurzelberechnung von Gleitkommazahlen. Programme wurden auf Lochstreifen abgelegt, die Opcodes der neun Befehle bestanden aus den folgenden Lochstreifencodierungen:
| Opcode auf dem Lochstreifen | Mnemonic | Beschreibung                                                       |
| --------------------------- | -------- | ------------------------------------------------------------------ |
| -O·OO----                   | Lu       | Anhalten, Eingabe R1 einer Dezimalzahl von der Tastatur, R2:=undef |
| -O·OOO---                   | Ld       | Anhalten, dezimale Anzeige des Ergebnisses                         |
| OO·zzzzzz                   | Pr z     | Lesen der Speicherzelle z (erst R1, danach immer R2)               |
| O-·zzzzzz                   | Ps z     | Schreiben von R1 in Speicherzelle z                                |
| -O·O-----                   | La       | Addition R1:=R1+R2, R2:=0                                          |
| -O·O-O---                   | Ls       | Subtraktion R1:=R1-R2, R2:=0                                       |
| -O·--O---                   | Lm       | Multiplikation R1:=R1*R2, R2:=0                                    |
| -O·-O----                   | Li       | Division R1:=R1/R2, R2:=0                                          |
| -O·-OO---                   | Lw       | Wurzelberechnung R1:=Wurzel(R1), R2:=0                             |

O : Loch, - : kein Loch, · : Transportloch, zzzzzz : binär codierte Speicherstelle 0…63
Der Lochstreifen ist 8 Bits breit und weist ein asymmetrisches Transportloch zwischen dem zweiten und dritten Bit auf. Die Opcodes für die Speicherzugriffe belegen nur 2 Bits, gefolgt von der Adresse der Speicherzelle. Die anderen Opcodes belegen 5 Bits, 3 Bits sind unbenutzt.